# Ametallon chapadae
Ametallon chapadae är en stekelart som beskrevs av William Harris Ashmead 1904. Ametallon chapadae ingår i släktet Ametallon och familjen finglanssteklar. Inga underarter finns listade i Catalogue of Life.